# 达尼·卡瓦哈尔
达尼埃尔·卡瓦哈尔·拉莫斯（西班牙語：Daniel Carvajal Ramos，西班牙語發音：[daˈnjel kaɾβaˈxal ˈramos]；1992年1月11日—），是一名西班牙職業足球員，司職右後衛。目前效力於西甲俱樂部皇家马德里。他也是西班牙國家足球隊隊員。

## 球會生涯
卡瓦哈爾出生於西班牙馬德里自治區城市萊加內斯，並為皇家馬德里的青訓產品。2010年，他與球隊簽下合約，正式成為皇家馬德里預備隊的球員。在首個球季，他已取得正選，並成為了球隊的隊長。在隨後的球季，他更協助球隊重返西班牙乙組聯賽。
2012年，由於卡瓦哈爾未能取得升上一隊的資格，他選擇加盟德國足球甲级联赛球隊勒沃库森，其轉會費為€500萬。同年9月1日，他在對的賽事中正選出場。此後，他又在11月25日對霍芬海姆的比賽中攻入致勝的一球。在2012年至2013年的這個球季中，他被球迷選為整季賽事中第三出色的右後衛。
2013年6月2日，皇家馬德里宣佈回購卡瓦哈尔，根據指款，他這次的轉會費是為€650萬。

## 國家隊生涯
2014年8月29日，卡瓦哈尔首次被征召入國家隊，参加对阵法国和马其顿的比赛。他在9月4日对阵法国的友谊赛中完成首秀，并在比赛中踢满了90分钟。
2016年5月，卡瓦哈尔入选西班牙队参加2016年欧洲國家盃。然而他於5月30日因腿筋受傷退出了國家隊。

## 个人生活
卡瓦哈爾於2022年與達芙妮·卡尼萨雷斯結婚。達芙妮的雙胞胎妹妹梅蘭妮為前皇馬球员何塞盧的妻子。卡瓦哈爾與何塞盧是連襟兄弟。

## 榮譽
皇家馬德里
- 西班牙甲組足球聯賽冠軍：2016–17，2019–20，2021–22[6]，2023–24
- 西班牙國王盃冠軍：2013–14，2022–23
- 西班牙超級盃冠軍：2016-2017，2019–20，2021–22，2023–24 [7]
- 歐洲聯賽冠軍盃冠軍：2013–14，2015–16，2016–17，2017–18，2021–22[8]、2023–24
- 欧洲超级杯 冠軍：2014，2016，2017，2022[9]、2024
- 世界冠軍球會盃 冠軍：2014，2016，2017，2018，2022

 西班牙U19
- 歐洲U-19足球錦標賽：2011

 西班牙U21
- 歐洲U-21足球錦標賽：2013

 西班牙
- 歐洲國家聯賽冠軍：2022–23[10]
- 歐洲國家盃 冠軍：2024[11]

個人
歐洲金球獎：2024

## 資料來源
1. ↑  .   [2013-07-15]. （原始内容存档于2013-02-01）.
2. ↑   [Bayer Leverkusen confirms signing of Carvajal]. ABC. 11 July 2012  [24 October 2012]. （原始内容存档于2018-12-20） （西班牙语）.
3. ↑  . Bundesliga. 25 May 2013  [1 June 2013]. （原始内容存档于2014-04-12）.
4. ↑  . BBC Sport. 4 September 2014  [6 September 2014]. （原始内容存档于2015-09-24）.
5. ↑  Brookes, Sam. . Mail Online. 2023-06-20  [2024-06-08]. （原始内容存档于2024-06-08） （英语）.
6. ↑  Westwood, James. . Goal.com. 30 April 2022  [30 April 2022]. （原始内容存档于2022-05-01）.
7. ↑  . 西班牙皇家足球協會. 2024-01-14  [2024-01-15]. （原始内容存档于2024-01-17） （西班牙语）.
8. ↑  . UEFA.com (Union of European Football Associations). 28 May 2022  [28 May 2022]. （原始内容存档于2022-05-28）.
9. ↑  . UEFA.com (Union of European Football Associations). 10 August 2022  [11 August 2022]. （原始内容存档于2022-10-24）.
10. ↑  Smith, Emma. . BBC Sport. 18 June 2023  [18 June 2023]. （原始内容存档于2023-06-23）.
11. ↑  . on.cc東網. 2024-07-15  [2024-07-15]. （原始内容存档于2024-07-15） （中文（香港））.

## 外部連結
- 达尼·卡瓦哈尔在BDFutbol中的档案
- Soccerway資料庫：达尼·卡瓦哈尔